# Eurostopodus archboldi
El chotacabras de Archbold o chotacabra de Archbold (Eurostopodus archboldi) es un ave caprimulgiforme de la familia Caprimulgidae endémico de Nueva Guinea. Su nombre conmemora al explorador estadounidense Richard Archbold.

## Descripción
El chotacabras de Archbold mide alrededor de 28 cm de largo. Su plumaje es principalmente pardo con veteado gris claro, y algunas pequeñas motas de tonos ocres anaranjados en las partes superiores.

## Distribución y hábitat
Se encuentra únicamente en las selvas húmedas de montaña de la isla de Nueva Guinea. 